# Avlatsbrev

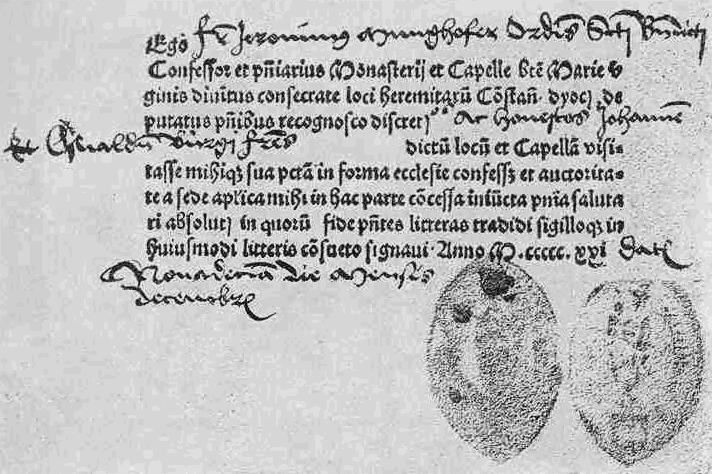
Avlatsbrev utfärdat av Jeronimus Munghofer.

Avlatsbrev var det skriftliga dokument som erhölls av biskopen efter fullgjord avlat. Dessa dokument beslogs med biskopliga vaxsigill, och lämnades sedan över till biktfadern (om denne lät vänta med absolutionen till efter botgöringen, vilket var vanligt under medeltiden). Om absolutionen redan var utdelad (vilket var det vanligaste) behövdes inte avlatsbreven som någon juridisk handling, utan var bara en personlig bekräftelse.
Avlat kunde bara erhållas av biskopar men inte av biktfadern och gällde oftast för ett visst antal dagar. Ansökan om avlat skedde oftast genom biktfader, det vill säga att denne gick till biskopen, och bad om avlat för sitt biktbarn. Om biskopen då beviljade avlaten räknade prästen av den bot som tagits bort och han hade då fått hjälp för att bli klar med sin bot snabbare.
Anledningen till avlatshandeln var troligen flera. En anledning kunde vara att när biskopen garanterat avlat, bad man ofta någon annan att göra delar av den, exempelvis en munk. Om denna munk till exempel brukade jorden den tid han skulle göra extra hjälpbot behövde han ekonomiska bidrag. Dessa bidrag betalades oftast av biskopen vilket gjorde att avlat kunde bli kostsamt för kyrkan. Om biktbarnet var förmöget kunde även denna betala vilket gjorde att det okontrollerat kunde komma stora pengar i omlopp.
Då avlaten är en sorts benådning och denna skedde frivilligt, hände det även att folk skickade med pengar och gåvor för att öka sin chans till beviljande. Denna typ av mutning gjorde möjligen att avlatshandeln började. 
År 1516 skickades Johann Tetzel, en munk av dominikanorden, till Tyskland för att genom försäljning av avlatsbrev uppbåda finansieringen av uppbyggnaden av Peterskyrkan i Rom. Romersk-katolsk teologi slår fast att tro allena, oavsett om den baseras på rent förnuft eller känsla/upplevelse, inte är tillräcklig för att rättfärdiga människan och att enbart sådan tro som manifesterar sig i välgörenhet och andra goda gärningar (fides caritate formata) leder till frälsning.
Men i praktiken gick det annorlunda till. Påven Julius II började tillbyggandet av Peterskyrkan. Han ville bygga denna praktbyggnad som ett mausoleum åt sig själv. Julius II rev den gamla basilikan från Konstantin den stores tid. Kyrkan blev dock inte färdig under Julius levnad och 1515 blev Leo X ny påve. Leo X var en storslösare och det sades om honom att han förslösat tre påvars förmögenhet: sin företrädares, sin egen och sin efterträdares. För att skaffa pengar lanserade Leo X idén med avlatsbrev. Avlatsbrev var ett dokument, ett påvligt brev, där köparen tillförsäkrades syndaförlåtelse som erkänsla för de pengar som betalades till fullbordandet av Peterskyrkan. Handeln med dessa avlatsbrev växte snabbt. Leo X överlät försäljningen av dessa avlatsbrev till de tyska biskoparna genom bankirhusen. Påven fick sedan provision på försäljningen, hälften av pengarna gick till påven, hälften till ärkebiskopen. Albrecht av Brandenburg, ärkebiskop av Mainz och Magdeburg ville betala av sina skulder till påven genom bankirhuset Fugger på detta sätt. Dessa skulder hade han ådragit sig genom att köpa dispens från påven att bekläda två biskopssäten.
Avlatsbreven såldes på ett besynnerligt sätt. Mest omtalad och framgångsrikast bland dessa avlatsbrevförsäljare var dominikanmunken Tetzel. När han närmade sig en stad sände han budbärare framför sig som ringde i klockorna och mötte honom vid stadsporten. Befolkningen och kyrkans män kom honom till mötes under sång och med ljus i handen, och de drog sedan genom staden i procession. Framför Tetzel bar de ett stort rött kors och det påvliga avlatsbrevet på en sammetskudde. När de trädde in i den lokala kyrkan ställde de påvens baner vid altaret och en stor kassakista framför det helgade altaret. Sedan började Tetzel hålla tal om nyttan av dessa brev och utmålade med ett rikt ordförråd vilken välsignelse ett sådant brev var.
Bland hans olika försäljningsargument fanns det uttalanden som: "grip vår Herre Jesu Kristi ståthållares säkra lejdebrev, ty I skolen veta att däri är hela Kristi förtjänst innesluten" och "dessa brev genom vilkas kraft skulle I kunnen bringa, icke penningar utan den gudomliga och odödliga själen, säkert och utan skada till Paradisets hem".[källa behövs] Sedan började han utmåla själarnas kval i reningselden. Han ropade med hög röst "Se, din moder, hur hon plågas i skärseldens flammor! Och det lidande kan du lindra, då du med en groschen kan komma till hennes hjälp. Ack, ve över eder för er otacksamhet, att Ni så föraktar Guds nåd, då denna kan fås så billigt!" Och tillade som ett slutgiltigt försäljningsargument: "Så snart penningen klingade i kistan, så sprang själen ur skärselden". Detta sätt att sälja avlatsbrev var en manipulation, både läromässigt, visuellt och känslomässigt, och det upprörde en del av prästerskapet och en hel del av det lärda universitetsfolket.
Den 31 oktober 1517 skrev Luther till ärkebiskop Albrecht av Mainz och protesterade mot försäljningen av avlatsbrev. I brevet bifogade han även sin Martin Luthers disputation på ämnet Avlatsbrevens makt och verkan, vilken kom att gå till historien under namnet De 95 teserna. Hans Hillerbrand skriver att Luther inte hade för avsikt att starta en konflikt med kyrkan, utan att han såg sin uppsats som en akademisk invändning mot kyrkans utövande av sin makt, och att tonen i skriften därför är sökande, snarare än predikande." Hillerbrand skriver dock att det ändå går att utläsa en underförstådd utmaning mot kyrkan i flera av Luthers teser i skriften, särskilt i tes 86 som frågar "Varför låter påven, som är rikare än Krösus själv, bygga Peterskyrkan med pengar från fattiga troende, snarare än med sina egna pengar?"
Luther hade invändningar mot Johann Tetzels påstående, se ovan, att själen lämnar skärselden så snart man slänger en slant i kistan. De kristna får inte förslappas i sin lydnad till Gud på grund av sådana falska utfästelser, menade han. Han hävdade att eftersom endast Gud hade rätten att ge absolution, hade de fel som menade att kyrkan genom avlatsbrev kunde sälja förlåtelse, och befrielse från straff. I en av sina predikan frågade Luther: "Jag frågar mig hur Gud kan förlåta syndare innan de ångrat sig, och om de känt och ådagalagt ångern frågar jag mig hur Gud kan annat än förlåta dem?"
Philipp Melanchthon skrev år 1546 att Luther hade "skrivit dessa teser om avlatsbrev och spikat upp dem på slottskyrkans dörr, den 31 oktober 1517", en händelse som idag betraktas som startskottet till den protestantiska reformationen. Vissa historiker har ifrågasatt Melanchtons uppgift, då Luther inte flyttade till Wittenberg förrän året därpå, och inga källor existerar som verifierar uppgiften. Andra har hävdat att ytterligare källor inte behövs, då det var kutym vid universitetet i Wittenberg att offentliggöra disputationer genom att sätta upp dem på kyrkporten.
De 95 teserna kom snabbt att översättas från latin till tyska, de trycktes och spreds, vilket innebär att denna konflikt blev den första i världshistorien som understöddes av tryckpressen. Inom två veckor hade kopior av teserna spridits genom Tyskland, och inom två månader kunde texten återfinnas i hela Europa.[källa behövs]